# Amblyderus villiersi
Amblyderus villiersi là một loài bọ cánh cứng trong họ Anthicidae. Loài này được Pic miêu tả khoa học năm 1950.